# Utaherpeton franklini
Utaherpeton franklini és una espècie extinta de tetràpode lepospòndil que va viure a finals del període Carbonífer (durant el Baixkirià) en el que actualment són els Estats Units, sent una de les espècies més antigues del grup dels microsaures.